# Municipio de Ridgway (Pensilvania)
El municipio de Ridgway (en inglés: Ridgway Township) es un municipio ubicado en el condado de Elk en el estado estadounidense de Pensilvania. En el año 2000 tenía una población de 2.802 habitantes y una densidad poblacional de 12.4 personas por km².

## Geografía
El municipio de Ridgway se encuentra ubicado en las coordenadas 41°22′00″N 78°45′59″O / 41.36667, -78.76639.

## Demografía
Según la Oficina del Censo en 2000 los ingresos medios por hogar en la localidad eran de $42,228 y los ingresos medios por familia eran de $49,181. Los hombres tenían unos ingresos medios de $36,316 frente a los $24,359 para las mujeres. La renta per cápita de la localidad era de $19,763. Alrededor del 7,0% de la población estaba por debajo del umbral de pobreza.